# فهرست کشورهای مستقل

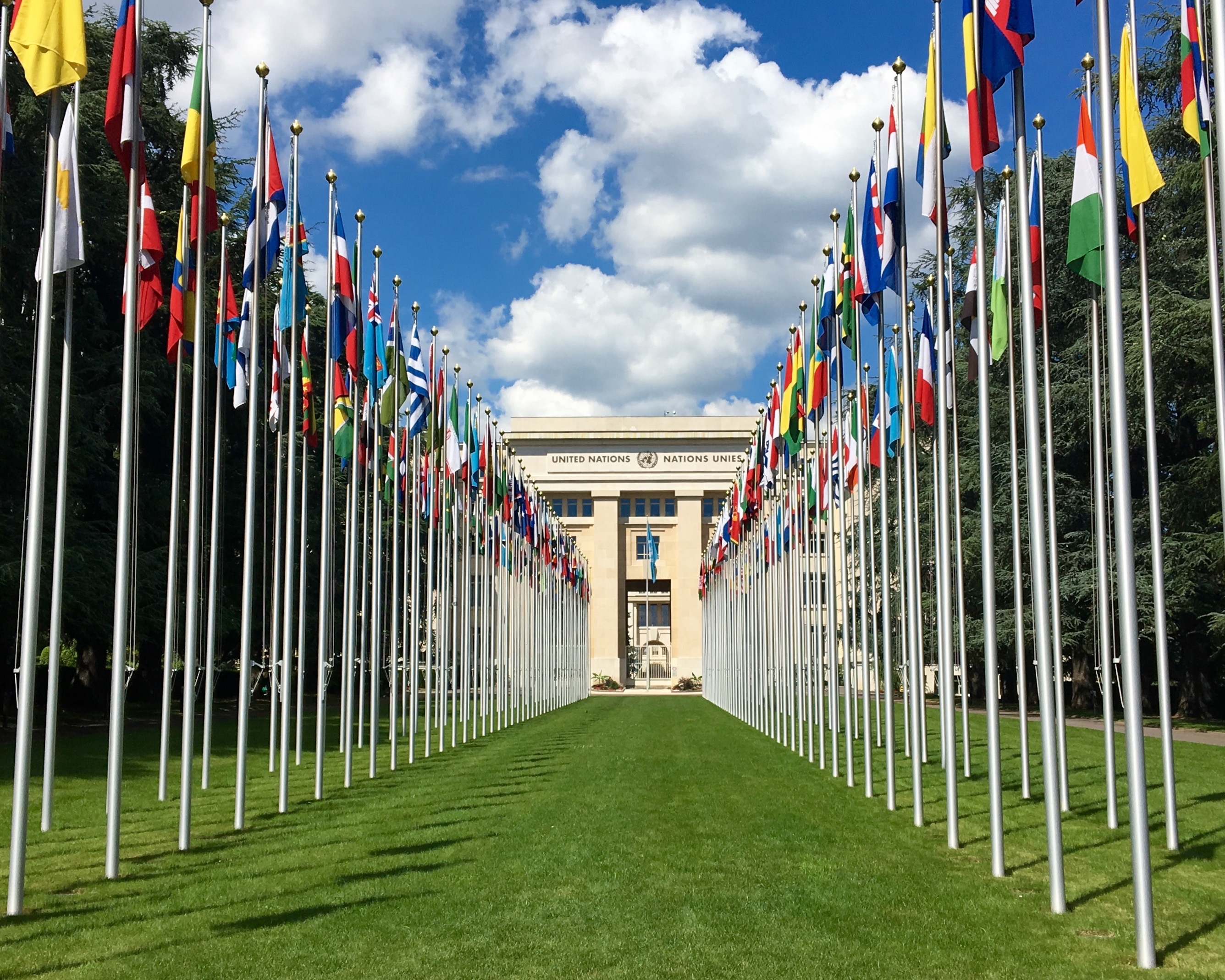
پرچم کشورهای عضو و ناظران سازمان ملل متحد در مقابل کاخ ملل در ژنو سوئیس

در زیر فهرستی از دولت‌های مستقل در سراسر جهان با اطلاعاتی دربارهٔ وضعیت آنها و به رسمیت شناختن حاکمیت آنها ارائه شده است.
بر اساس نظام عضویت در سازمان ملل متحد، ۲۰۶ کشور فهرست شده را می‌توان به سه دسته تقسیم کرد: ۱۹۳ کشور عضو، ۲ کشور ناظر غیر عضو و ۱۱ کشور دیگر. ستون اختلاف حاکمیت حاکی از کشورهایی است که دارای حاکمیت بلامنازع هستند (۱۸۸ کشور که ۱ کشور ناظر غیر عضو است)، کشورهایی که حاکمیت خود را مورد مناقشه قرار داده‌اند (۱۶ کشور شامل ۶ کشور عضو، ۱ کشور ناظر و ۹ کشور خودخوانده)، و کشورهایی دارای وضعیت سیاسی ویژه (۲ کشور که دولت وابسته نیوزیلند هستند).
تهیهٔ فهرستی مانند این صفحه می‌تواند فرآیندی پیچیده و بحث‌برانگیز باشد؛ زیرا هیچ تعریفی وجود ندارد که برای همهٔ اعضای جامعهٔ ملت‌ها در رابطه با معیارهای کشور مستقل الزام‌آور باشد. برای کسب اطلاعات بیشتر در مورد معیارهای مورد استفاده برای تعیین محتوای این فهرست، لطفاً به بخش معیارهای شمول در زیر مراجعه کنید. در نظر گرفته شده است که این فهرست شامل نهادهایی باشد که دارای وضعیت دفاکتو به‌عنوان دولت‌های مستقل شناخته شده‌اند، و گنجاندن آن نباید به‌عنوان تأییدیه‌ای برای ادعای خاصی برای داشتن دولت از نظر حقوقی تلقی شود.

## فهرست کشورها
| نام کوتاه و نام رسمی                                 | عضویت در سازمان ملل متحد                                                                                                | اختلاف دربارهٔ استقلال                                      | توضیحات بیشتر دربارهٔ وضعیت و به رسمیت شناخته‌شدن |
| ---------------------------------------------------- | --- | ---------------------------------------------------------- | --- |
| A AAA                                                | A AAA | A AAA                                                      | |
| ↓ \|کشورهای عضو یا کشورهای ناظر ↓                    | A AAA | ZZZ                                                        | |
| آذربایجان جمهوری آذربایجان                           | کشور عضو | ندارد                                                      | جمهوری آذربایجان شامل ۱ منطقهٔ خودمختار، جمهوری خودمختار نخجوان است. |
| آرژانتین جمهوری فدرال آرژانتین                       | کشور عضو | ندارد                                                      | آرژانتین یک فدراسیون از ایالت‌ها است. |
| آفریقای جنوبی جمهوری آفریقای جنوبی                   | کشور عضو | ندارد                                                      | |
| آفریقای مرکزی جمهوری آفریقای مرکزی                   | کشور عضو | ندارد                                                      | |
| آلبانی جمهوری آلبانی                                 | کشور عضو | ندارد                                                      | |
| آلمان جمهوری فدرال آلمان                             | کشور عضو | ندارد                                                      | عضو اتحادیهٔ اروپا. آلمان یک فدراسیون از ایالت‌ها است. |
| آنتیگوآ و باربودا                                    | کشور عضو | ندارد                                                      | آنتیگوا و باربودا یک قلمروی همسود است همراه با منطقهٔ خودمختار باربودا. |
| آندورا شاهزاده‌نشین آندورا                            | کشور عضو | ندارد                                                      | آندورا یک پادشاهی مشترک است که رئیس‌جمهور فرانسه و اسقف کلیسای کاتولیک رئیس دولتش را انتخاب می‌کنند. |
| آنگولا جمهوری آنگولا                                 | کشور عضو | ندارد                                                      | |
| اتریش جمهوری فدرال اتریش                             | کشور عضو | ندارد                                                      | عضو اتحادیهٔ اروپا. (اتریش یک فدراسیون از ایالت‌های اتریش است). |
| اتیوپی جمهوری فدرال دموکراتیک اتیوپی                 | کشور عضو | ندارد                                                      | اتیوپی یک فدراسیون از ۹ منطقه و دو شهر است. |
| اردن پادشاهی اردن هاشمی                              | کشور عضو | ندارد                                                      | |
| ارمنستان جمهوری ارمنستان                             | کشور عضو | توسط پاکستان به‌رسمیت شناخته نمی‌شود                         | |
| اروگوئه جمهوری اروگوئه                               | کشور عضو | ندارد                                                      | |
| اریتره جمهوری اریتره                                 | کشور عضو | ندارد                                                      | |
| ازبکستان جمهوری ازبکستان                             | کشور عضو | ندارد                                                      | ازبکستان شامل ۱ منطقهٔ خودمختار، قره‌قالپاقستان. |
| اسپانیا پادشاهی اسپانیا                              | کشور عضو | ندارد                                                      | عضو اتحادیهٔ اروپا. اسپانیا به بخش‌های خودمختار تقسیم شده‌است. |
| استرالیا قلمرو همسود استرالیا                        | کشور عضو | ندارد                                                      | استرالیا یک قلمروی همسود و یک فدراسیون از ایالت‌ها و ناحیه‌ها است. قلمروهای خارجی استرالیا عبارتند از: - جزیره‌های آشمور و کارتیر - قلمرو جنوبگان استرالیا - جزیره کریسمس - جزایر کوکوس - جزایر کورال - جزیره هرد و جزایر مک‌دونالد - جزیره نورفک |
| استونی جمهوری استونی                                 | کشور عضو | ندارد                                                      | عضو اتحادیهٔ اروپا. |
| اسرائیل دولت اسرائیل                                 | کشور عضو | توسط ۲۸ کشور به رسمیت شناخته نمی‌شود                        | اسراییل کنترل شدیدی بر سرزمین ادعاشده توسط فلسطین دارد. اسرائیل اورشلیم شرقی را ضمیمهٔ خود کرده، الحاقی که توسط جامعهٔ بین‌المللی به رسمیت شناخته نشده‌است. اسرائیل سطوح مختلفی از کنترل کرانه باختری رود اردن را در اختیار دارد و اگرچه اسرائیل دیگر حضور غیرنظامی یا نظامی دائمی در نوار غزه ندارد، اما پس از جدایی یکجانبهٔ خود، همچنان به عنوان قدرت اشغالگر بر اساس قوانین بین‌المللی تلقی می‌شود. اسرائیل توسط ۲۸ کشور عضو سازمان ملل و جمهوری دموکراتیک عربی صحرا به رسمیت شناخته نشده‌است. |
| اسلواکی جمهوری اسلواکی                               | کشور عضو | ندارد                                                      | عضو اتحادیهٔ اروپا. |
| اسلوونی جمهوری اسلوونی                               | کشور عضو | ندارد                                                      | عضو اتحادیهٔ اروپا. |
| اسواتینی پادشاهی اسواتینی                            | کشور عضو | ندارد                                                      | |
| افغانستان امارت اسلامی افغانستان                     | کشور عضو | ندارد                                                      | به صورت دو فاکتو توسط امارت اسلامی افغانستان کنترل می‌شود. در حال حاضر هیج کشوری امارت اسلامی افغانستان را به رسمیت نمی‌شناسد. |
| اکوادور جمهوری اکوادور                               | کشور عضو | ندارد                                                      | |
| الجزایر جمهوری دموکراتیک خلق الجزایر                 | کشور عضو | ندارد                                                      | |
| السالوادور جمهوری السالوادور                         | کشور عضو | ندارد                                                      | |
| امارات متحدهٔ عربی                                    | کشور عضو | ندارد                                                      | امارات متحدهٔ عربی یک فدراسیون متشکل از ۷ امارت است. |
| اندونزی جمهوری اندونزی                               | کشور عضو | ندارد                                                      | اندونزی ۵ استان با وضعیت خودمختاری ویژه رسمی دارد: آچه، جاکارتا، منطقه ویژه یوگیاکارتا، پاپوآ، و پاپوآی غربی. |
| اوکراین جمهوری اوکراین                               | کشور عضو | ندارد                                                      | |
| اوگاندا جمهوری اوگاندا                               | کشور عضو | ندارد                                                      | |
| ایالات فدرال میکرونزی                                | کشور عضو | ندارد                                                      | تحت پیمان اتحادیه آزاد با ایالات متحده. ایالات فدرال میکرونزی یک فدراسیون متشکل از چهار ایالت است. |
| ایالات متحده آمریکا                                  | کشور عضو | ندارد                                                      | ایالات متحدهٔ آمریکا یک فدراسیون متشکل از ۵۰ ایالت، ۱ ناحیهٔ فدرال، و قلمروی جزیره مرجانی پالمیرا است. ایالات متحدهٔ آمریکا بر قلمروهای زیر نیز سلطه دارد: - ساموای آمریکا - گوآم - جزایر ماریانای شمالی - پورتوریکو - جزایر ویرجین ایالات متحده ایالات متحدهٔ آمریکا بر جزایر بدون سکنهٔ زیر نیز تسلط دارد: - بخو نوئوو بنک - جزیره بیکر - جزیره هاولند - جزیره جارویس - جزیره جانستون - آب‌سنگ کینگمن - جزیره مرجانی میدوی - جزیره ناواسا - جزیره صخره سرانیلا - جزیره ویک سه عضو مستقل تحت پیمان اتحادیه آزاد به اعضای همراه ایالات متحدهٔ آمریکا تبدیل شدند: - جزایر مارشال - ایالات فدرال میکرونزی - پالائو |
| ایتالیا جمهوری ایتالیا                               | کشور عضو | ندارد                                                      | عضو اتحادیهٔ اروپا. ایتالیا پنج منطقهٔ خودمختار دارد: واله دائوستا، فریولی ونتزیا جولیا، ساردنی، سیسیل و ترنتینو آلتو آدیجه. |
| ایران جمهوری اسلامی ایران                            | کشور عضو | ندارد                                                      | |
| ایرلند جمهوری ایرلند                                 | کشور عضو | ندارد                                                      | عضو اتحادیهٔ اروپا. |
| ایسلند جمهوری ایسلند                                 | کشور عضو | ندارد                                                      | |
| باربادوس جمهوری باربادوس                             | کشور عضو | ندارد                                                      | |
| باهاما قلمرو همسود باهاما                            | کشور عضو | ندارد                                                      | باهاما یک قلمروی همسود است. |
| بحرین پادشاهی بحرین                                  | کشور عضو | ندارد                                                      | |
| برزیل جمهوری فدرال برزیل                             | کشور عضو | ندارد                                                      | برزیل یک فدراسیون از ایالت‌ها است. |
| برونئی برونئی دارالسلام                              | کشور عضو | ندارد                                                      | |
| بریتانیا پادشاهی متحد بریتانیای کبیر و ایرلند شمالی  | کشور عضو | ندارد                                                      | پادشاهی متحد یک قلمروی همسود متشکل از کشورهای بریتانیا است: انگلستان، ایرلند شمالی، اسکاتلند، و ولز. پادشاهی متحد همچنین شامل قلمروهای آن‌سوی دریا نیز می‌شود: - آکراتاری و داکیلیا - آنگویلا - برمودا - قلمرو اقیانوس هند بریتانیا - جزایر ویرجین انگلستان - جزایر کیمن - جزایر فالکلند - جبل طارق - مونتسرات - جزایر پیت‌کرن - سینت هلینا - جورجیای جنوبی و جزایر ساندویچ جنوبی - جزایر تورکس و کایکوس - قلمرو جنوبگان بریتانیا پادشاه بریتانیا مستقیماً بر موارد زیر حاکمیت دارد: - گرنزی، با سه وابستهٔ خود: - آلدرنی - هرم (جزیره) - سارک - جزیره من - جرزی |
| بلاروس جمهوری بلاروس                                 | کشور عضو | ندارد                                                      | |
| بلژیک پادشاهی بلژیک                                  | کشور عضو | ندارد                                                      | عضو اتحادیهٔ اروپا. بلژیک یک فدراسیون است به جوامع و مناطق زبانی تقسیم شده‌است. |
| بلغارستان جمهوری بلغارستان                           | کشور عضو | ندارد                                                      | عضو اتحادیهٔ اروپا. |
| بلیز قلمرو همسود بلیز                                | کشور عضو | ندارد                                                      | بلیز یک قلمروی همسود است. |
| بنگلادش جمهوری خلق بنگلادش                           | کشور عضو | ندارد                                                      | |
| بنین جمهوری بنین                                     | کشور عضو | ندارد                                                      | |
| بوتان پادشاهی بوتان                                  | کشور عضو | ندارد                                                      | |
| بوتسوانا جمهوری بوتسوانا                             | کشور عضو | ندارد                                                      | |
| بورکینافاسو جمهوری بورکینافاسو                       | کشور عضو | ندارد                                                      | |
| بوروندی جمهوری بوروندی                               | کشور عضو | ندارد                                                      | |
| بوسنی و هرزگوین فدراسیون بوسنی و هرزگوین             | کشور عضو | ندارد                                                      | بوسنی و هرزگووین یک فدراسیون با دو واحد تشکیل‌دهنده است: - فدراسیون بوسنی و هرزگوین - جمهوری صرب و بخش برچکو، یک واحد خودمختار. |
| بولیوی جمهوری بولیوی                                 | کشور عضو | ندارد                                                      | |
| پاپوآ گینهٔ نو دولت مستقل پاپوآ گینهٔ نو               | کشور عضو | ندارد                                                      | پاپوآ گینه نو یک قلمروی همسود با ۱ منطقهٔ خودمختار، استان خودمختار بوگاینویل است. |
| پاراگوئه جمهوری پاراگوئه                             | کشور عضو | ندارد                                                      | |
| پاکستان جمهوری اسلامی پاکستان                        | کشور عضو | ندارد                                                      | پاکستان یک فدراسیون ایالتی است. پاکستان مدعی حاکمیت بر کشمیر است. این کشور بر کشمیر آزاد کنترل دارد، اما صراحتاً ادعای هیچ بخشی از آن را ندارد، در عوض آن را به عنوان یک سرزمین مورد مناقشه در نظر می‌گیرد. بخش‌هایی که تحت کنترل خود دارد به دو قسمت تقسیم می‌شود که به‌طور جداگانه از پاکستان اداره می‌شوند: - کشمیر آزاد - گلگت-بلتستان |
| پالائو جمهوری پالائو                                 | کشور عضو | ندارد                                                      | تحت یک پیمان اتحادیه آزاد با ایالات متحدهٔ آمریکا. |
| پاناما جمهوری پاناما                                 | کشور عضو | ندارد                                                      | |
| پرتغال جمهوری پرتغال                                 | کشور عضو | ندارد                                                      | عضو اتحادیهٔ اروپا. پرتغال شامل دو منطقهٔ خودمختار است: آزور و مادیرا. |
| پرو جمهوری پرو                                       | کشور عضو | ندارد                                                      | |
| تاجیکستان جمهوری تاجیکستان                           | کشور عضو | ندارد                                                      | تاجیکستان ۱ منطقهٔ خودمختار دارد: ولایت مختار کوهستان بدخشان. |
| تانزانیا جمهوری متحده تانزانیا                       | کشور عضو | ندارد                                                      | تانزانیا ۱ منطقهٔ خودمختار دارد: زنگبار. |
| تایلند پادشاهی تایلند                                | کشور عضو | ندارد                                                      | |
| ترکمنستان جمهوری ترکمنستان                           | کشور عضو | ندارد                                                      | |
| ترکیه جمهوری ترکیه                                   | کشور عضو | ندارد                                                      | |
| ترینیداد و توباگو جمهوری ترینیداد و توباگو           | کشور عضو | ندارد                                                      | ترینیداد و توباگو ۱ منطقهٔ خودمختار دارد: توباگو. |
| توگو جمهوری توگو                                     | کشور عضو | ندارد                                                      | |
| تونس جمهوری تونس                                     | کشور عضو | ندارد                                                      | |
| تونگا پادشاهی تونگا                                  | کشور عضو | ندارد                                                      | |
| تووالو قلمرو همسود تووالو                            | کشور عضو | ندارد                                                      | تووالو یک قلمروی همسود است. |
| تیمور شرقی جمهوری دموکراتیک تیمور شرقی               | کشور عضو | ندارد                                                      | |
| جامائیکا قلمرو همسود جامائیکا                        | کشور عضو | ندارد                                                      | جامائیکا یک قلمروی همسود است. |
| جزایر سلیمان                                         | کشور عضو | ندارد                                                      | جزایر سلیمان یک قلمروی همسود است. |
| جزایر مارشال جمهوری جزایر مارشال                     | کشور عضو | ندارد                                                      | تحت قیمومیت پیمان اتحادیهٔ آزاد به همراه ایالات متحدهٔ آمریکا. |
| جیبوتی جمهوری جیبوتی                                 | کشور عضو | ندارد                                                      | |
| چاد جمهوری چاد                                       | کشور عضو | ندارد                                                      | |
| چک جمهوری چک                                         | کشور عضو | ندارد                                                      | عضو اتحادیهٔ اروپا. |
| چین جمهوری خلق چین                                   | کشور عضو | توسط ۱۹ کشور به رسمیت شناخته نشده‌است. ادعا شده توسط تایوان | جمهوری خلق چین شامل پنج منطقهٔ خودمختار، گوانگشی، مغولستان داخلی، نینگ‌شیا، سین‌کیانگ و منطقهٔ خودمختار تبت است. افزون بر این، بر مناطق ویژهٔ اداری زیر حاکمیت دارد: - هنگ کنگ - ماکائو چین توسط ۲۲ کشور عضو و سریر مقدس به رسمیت شناخته نمی‌شود، این کشورها تایوان (جمهوری چین) را به رسمیت می‌شناسند چین ادعای حاکمیت بر تایوان را دارد اما آن را کترل نمی‌کند. |
| دانمارک پادشاهی دانمارک                              | کشور عضو | ندارد                                                      | عضو اتحادیهٔ اروپا. قلمروی دانمارک همچنین شامل دو منطقهٔ خودگردان زیر است: - جزایر فارو (Føroyar/Færøerne) - گرینلند (Kalaallit Nunaat/Grønland) |
| دومینیکا قلمرو همسود دومینیکا                        | کشور عضو | ندارد                                                      | |
| دومینیکن جمهوری دومینیکن                             | کشور عضو | ندارد                                                      | |
| رواندا جمهوری رواندا                                 | کشور عضو | ندارد                                                      | |
| روسیه فدراسیون روسیه                                 | کشور عضو | ندارد                                                      | روسیه رسماً یک فدراسیون متشکل از ۸۵ واحد فدرال است. |
| رومانی جمهوری رومانی                                 | کشور عضو | ندارد                                                      | عضو اتحادیهٔ اروپا. |
| زامبیا جمهوری زامبیا                                 | کشور عضو | ندارد                                                      | |
| زیمبابوه جمهوری زیمبابوه                             | کشور عضو | ندارد                                                      | |
| ژاپن پادشاهی ژاپن                                    | کشور عضو | ندارد                                                      | |
| ساحل عاج جمهوری ساحل عاج                             | کشور عضو | ندارد                                                      | |
| ساموآ دولت مستقل ساموآ                               | کشور عضو | ندارد                                                      | |
| سان مارینو جمهوری سان مارینو                         | کشور عضو | ندارد                                                      | |
| سائوتومه و پرنسیپ جمهوری دموکراتیک سائوتومه و پرنسیپ | کشور عضو | ندارد                                                      | سائوتومه و پرنسیپ شامل یک استان خودمختار است: پرنسیپ. |
| سنت کیتس و نویس فدراسیون سنت کیتس و نویس             | کشور عضو | ندارد                                                      | سنت کیتس و نویس یک قلمروی همسود است و یک فدراسیون از ۱۴ فدراسیون. |
| سنت لوسیا                                            | کشور عضو | ندارد                                                      | سنت لوسیا یک قلمروی همسود است. |
| سنت وینسنت و گرنادین‌ها                               | کشور عضو | ندارد                                                      | سنت وینسنت و گرنادین‌ها یک قلمروی همسود است. |
| سری‌لانکا جمهوری دموکراتیک سوسیالیستی سری‌لانکا        | کشور عضو | ندارد                                                      | |
| سنگاپور جمهوری سنگاپور                               | کشور عضو | ندارد                                                      | |
| سنگال جمهوری سنگال                                   | کشور عضو | ندارد                                                      | |
| سودان جمهوری سودان                                   | کشور عضو | ندارد                                                      | سودان یک فدراسیون از ایالت‌های سودان است. ابیی و کافیا کنجی مورد مناقشه با سودان جنوبی است. |
| سودان جنوبی جمهوری سودان جنوبی                       | کشور عضو | ندارد                                                      | سودان جنوبی یک فدراسیون از ایالت‌های سودان جنوبی است. |
| سورینام جمهوری سورینام                               | کشور عضو | ندارد                                                      | |
| سوریه جمهوری عربی سوریه                              | کشور عضو | ندارد                                                      | ائتلاف ملی سوریه که توسط ۲۰ عضو سازمان ملل به عنوان نمایندهٔ قانونی مردم سوریه شناخته می‌شود، یک دولت انتقالی برای حکومت بر مناطق تحت کنترل شورشیان در طول جنگ داخلی سوریه ایجاد کرده‌است. سوریه یک منطقهٔ خودمختار خودخوانده دارد: اداره خودمختار شمال و شرق سوریه |
| سومالی جمهوری فدرال سومالی                           | کشور عضو | ندارد                                                      | سومالی یک فدراسیون متشکل از شش ایالت است. دو ایالت پانتلند و گالمودوگ خودمختاری خود را اعلام کرده‌اند، در حالی که اولی تحت عنوان سومالی‌لند به صورت دو فاکتو مستقل شده‌است. |
| سوئد پادشاهی سوئد                                    | کشور عضو | ندارد                                                      | عضو اتحادیهٔ اروپا. |
| سوئیس کنفدراسیون سوئیس                               | کشور عضو | ندارد                                                      | سوئیس یک فدراسیون متشکل از ۲۶ کانتون است. |
| سیرالئون جمهوری سیرالئون                             | کشور عضو | ندارد                                                      | |
| سیشل جمهوری سیشل                                     | کشور عضو | ندارد                                                      | |
| شیلی جمهوری شیلی                                     | کشور عضو | ندارد                                                      | جزیره ایستر و جزایر خوان فرناندز «قلمروهای ویژهٔ» شیلی در منطقه والپارایزو هستند. |
| صربستان جمهوری صربستان                               | کشور عضو | ندارد                                                      | صربستان شامل دو منطقهٔ خودمختار است: منطقه خودمختار وویوودینا و منطقه خودمختار کوزوو و متوهیا. بخش اعظم کوزوو و متوهیابه صورت دو فاکتو در دست جمهوری کوزوو است. |
| عراق جمهوری عراق                                     | کشور عضو | ندارد                                                      | عراق یک فدراسیون است سه استان از استان‌های عراق، منطقهٔ خودمختار کردستان عراق را شکل می‌دهند. |
| عربستان سعودی پادشاهی عربستان سعودی                  | کشور عضو | ندارد                                                      | |
| عمان پادشاهی عمان                                    | کشور عضو | ندارد                                                      | |
| غنا جمهوری غنا                                       | کشور عضو | ندارد                                                      | |
| فرانسه جمهوری فرانسه                                 | کشور عضو | ندارد                                                      | عضو اتحادیهٔ اروپا. فرانسه شامل پنج ناحیهٔ فرادریایی است: گویان فرانسه، جزیره گوادلوپ، مارتینیک، مایوت، و رئونیون. فرانسه همچنین شامل قلمروهای وابستهٔ زیر است: - جزیره کلیپرتون - پلی‌نزی فرانسه - کالدونیای جدید - سن بارتلمی - سن-مارتن - سن-پیر-ا-میکلون - والیس و فوتونا - سرزمین‌های جنوبی و جنوبگانی فرانسه |
| فلسطین دولت خودگردان فلسطین                          | کشور ناظر و کشور عضو یک سازمان تخصصی                                                                                    | توسط اسرائیل و ۵۶ کشور تا کنون به رسمیت شناخته نمی‌شود.     | دولت اعلام‌شدهٔ فلسطین توسط ۱۳۴ کشور به رسمیت شناخته شده‌است. دولت اعلام‌شده هیچ مرز سرزمینی توافق‌شده، یا کنترل مؤثری بر بسیاری از سرزمین‌هابی که اعلام کرده، ندارد. حکومت خودگردان فلسطین یک نهاد اداری موقت است که در نتیجهٔ پیمان‌های اسلو تشکیل شده که صلاحیت قضایی خودمختار محدودی را در سرزمین‌های فلسطینی‌نشین اعمال می‌کند. در روابط خارجی، فلسطین توسط سازمان آزادی‌بخش فلسطین نمایندگی می‌شود. دولت فلسطین یکی از کشورهای عضو یونسکو، و یک کشور ناظر در سازمان ملل متحد است. |
| فنلاند جمهوری فنلاند                                 | کشور عضو | ندارد                                                      | عضو اتحادیهٔ اروپا. - جزایر الند یک منطقه خودمختار بی‌طرف و غیرنظامی فنلاند است. |
| فیجی جمهوری فیجی                                     | کشور عضو | ندارد                                                      | فیجی شامل ۱ منطقهٔ خودمختار، روتوما. |
| فیلیپین جمهوری فیلیپین                               | کشور عضو | ندارد                                                      | فیلیپین شامل یک منطقهٔ خودمختار است: ناحیه خودمختار مسلمانان میندانائو. |
| قبرس جمهوری قبرس                                     | کشور عضو | توسط ترکیه و قبرس شمالی به رسمیت شناخته نمی‌شود             | عضو اتحادیهٔ اروپا. در واقع بخش شمال شرقی جزیره به صورت دو فاکتو در دست قبرس شمالی است. |
| قرقیزستان جمهوری قرقیزستان                           | کشور عضو | ندارد                                                      | |
| قزاقستان جمهوری قزاقستان                             | کشور عضو | ندارد                                                      | |
| قطر پادشاهی قطر                                      | کشور عضو | ندارد                                                      | |
| کومور اتحادیه مجمع الجزایر کومور                     | کشور عضو | ندارد                                                      | کومور یک فدراسیون از ۳ جزیره است. |
| کاستاریکا جمهوری کاستاریکا                           | کشور عضو | ندارد                                                      | |
| کامبوج پادشاهی کامبوج                                | کشور عضو | ندارد                                                      | |
| کامرون جمهوری کامرون                                 | کشور عضو | ندارد                                                      | |
| کانادا قلمرو همسود کانادا                            | کشور عضو | ندارد                                                      | کانادا یک قلمروی همسود و یک فدراسیون از استان‌ها و قلمروها است. |
| کرواسی جمهوری کرواسی                                 | کشور عضو | ندارد                                                      | عضو اتحادیهٔ اروپا. |
| کرهٔ جنوبی جمهوری کره                                 | کشور عضو | توسط کره شمالی به رسمیت شناخته نمی‌شود                      | کره جنوبی شامل ۱ منطقهٔ خودمختار، ججو-دو است. کرهٔ جنوبی توسط یکی از اعضای سازمان ملل به رسمیت شناخته نشده‌است: کرهٔ شمالی. |
| کرهٔ شمالی جمهوری دموکراتیک خلق کره                   | کشور عضو | توسط ژاپن و کره جنوبی به رسمیت شناخته نمی‌شود               | کره شمالی توسط دو عضو سازمان ملل: ژاپن و کره جنوبی به رسمیت شناخته نشده‌است. |
| کلمبیا جمهوری کلمبیا                                 | کشور عضو | ندارد                                                      | |
| کنگو جمهوری دموکراتیک کنگو                           | کشور عضو | ندارد                                                      | |
| کنگو جمهوری کنگو                                     | کشور عضو | ندارد                                                      | |
| کنیا جمهوری کنیا                                     | کشور عضو | ندارد                                                      | |
| کوبا جمهوری کوبا                                     | کشور عضو | ندارد                                                      | |
| کویت پادشاهی کویت                                    | کشور عضو | ندارد                                                      | |
| کیریباتی جمهوری کیریباتی                             | کشور عضو | ندارد                                                      | |
| کیپ ورد جمهوری کیپ ورد                               | کشور عضو | ندارد                                                      | |
| گابن جمهوری گابن                                     | کشور عضو | ندارد                                                      | |
| گامبیا جمهوری گامبیا                                 | کشور عضو | ندارد                                                      | |
| گرجستان جمهوری گرجستان                               | کشور عضو | ندارد                                                      | گرجستان شامل دو ناحیهٔ خودمختار آجارستان و آبخاز است. آبخاز و اوستیای جنوبی به صورت دو فاکتو مستقل‌اند. |
| گرنادا قلمرو همسود گرنادا                            | کشور عضو | ندارد                                                      | گرنادا یک قلمروی همسود است. |
| گواتمالا جمهوری گواتمالا                             | کشور عضو | ندارد                                                      | |
| گینه جمهوری گینه                                     | کشور عضو | ندارد                                                      | |
| گینه بیسائو جمهوری گینهٔ بیسائو                       | کشور عضو | ندارد                                                      | |
| گویان جمهوری تعاونی گویان                            | کشور عضو | ندارد                                                      | |
| لائوس جمهوری دموکراتیک خلق لائوس                     | کشور عضو | ندارد                                                      | |
| لبنان جمهوری لبنان                                   | کشور عضو | ندارد                                                      | |
| لتونی جمهوری لتونی                                   | کشور عضو | ندارد                                                      | عضو اتحادیهٔ اروپا. |
| لسوتو پادشاهی لسوتو                                  | کشور عضو | ندارد                                                      | |
| لوکزامبورگ شاهزاده‌نشین لوکزامبورگ                    | کشور عضو | ندارد                                                      | عضو اتحادیهٔ اروپا. |
| لهستان جمهوری لهستان                                 | کشور عضو | ندارد                                                      | عضو اتحادیهٔ اروپا. |
| لیبریا جمهوری لیبریا                                 | کشور عضو | ندارد                                                      | |
| لیبی دولت لیبی                                       | کشور عضو | ندارد                                                      | |
| لیتوانی جمهوری لیتوانی                               | کشور عضو | ندارد                                                      | عضو اتحادیهٔ اروپا. |
| لیختن‌اشتاین شاهزاده‌نشین لیختن‌اشتاین                  | کشور عضو | ندارد                                                      | |
| ماداگاسکار جمهوری ماداگاسکار                         | کشور عضو | ندارد                                                      | |
| مالاوی جمهوری مالاوی                                 | کشور عضو | ندارد                                                      | |
| مالت جمهوری مالت                                     | کشور عضو | ندارد                                                      | عضو اتحادیهٔ اروپا. |
| مالدیو جمهوری مادیو                                  | کشور عضو | ندارد                                                      | |
| مالزی پادشاهی مالزی                                  | کشور عضو | ندارد                                                      | مالزی یک فدراسیون از ایالت‌ها و قلمروهای فدرالی مالزی است. |
| مالی جمهوری مالی                                     | کشور عضو | ندارد                                                      | |
| مجارستان جمهوری مجارستان                             | کشور عضو | ندارد                                                      | عضو اتحادیهٔ اروپا. |
| مراکش پادشاهی مراکش                                  | کشور عضو | ندارد                                                      | مراکش مدعی حاکمیت بر صحرای غربی است و بیشتر آن را کنترل می‌کند که مورد مناقشهٔ جمهوری دموکراتیک عربی صحرا است. |
| مصر جمهوری عربی مصر                                  | کشور عضو | ندارد                                                      | |
| مغولستان جمهوری مغولستان                             | کشور عضو | ندارد                                                      | |
| مقدونیه شمالی جمهوری مقدونیهٔ شمالی                   | کشور عضو | ندارد                                                      | |
| مکزیک ایالات متحده مکزیک                             | کشور عضو | ندارد                                                      | مکزیک یک فدراسیون ایالتی است. |
| موریتانی جمهوری اسلامی موریتانی                      | کشور عضو | ندارد                                                      | |
| موریس جمهوری موریس                                   | کشور عضو | ندارد                                                      | موریس یک جزیرهٔ خودگردان به نام جزیره رودریگز دارد. |
| موزامبیک جمهوری موزامبیک                             | کشور عضو | ندارد                                                      | |
| مولدووا جمهوری مولداوی                               | کشور عضو | ندارد                                                      | مولداوی دارای مناطق خودمختار گاگائوزیا و ترانس‌نیستریا است که در دومی یک دولت واقعی ایجاد شده‌است. |
| موناکو شاهزاده‌نشین موناکو                            | کشور عضو | ندارد                                                      | |
| مونته‌نگرو جمهوری مونته‌نگرو                           | کشور عضو | ندارد                                                      | |
| میانمار جمهوری اتحادیهٔ میانمار                       | کشور عضو | ندارد                                                      | |
| نامیبیا جمهوری نامیبیا                               | کشور عضو | ندارد                                                      | |
| نائورو جمهوری نائورو                                 | کشور عضو | ندارد                                                      | |
| نپال جمهوری فدرال دموکراتیک نپال                     | کشور عضو | ندارد                                                      | نپال یک فدراسیون متشکل از استان‌هاست. |
| نروژ پادشاهی نروژ                                    | کشور عضو | ندارد                                                      | - سوالبارد یک بخش جدایی‌ناپذیر نروژ است، لیکن بنا بر پیمان سوالبارد یک وضعیت ویژه دارد. - یان ماین یک جزیرهٔ جدایی‌ناپذیر از نروژ است، اگرچه محدوده‌ای ثبت‌نشده است. نروژ قلمروهای وابسته‌ای دارد: - جزیره بووه - جزیره پتر یکم - سرزمین شهبانو ماود |
| نیجر جمهوری نیجر                                     | کشور عضو | ندارد                                                      | |
| نیجریه جمهوری فدرال نیجریه                           | کشور عضو | ندارد                                                      | نیجریه یک فدراسیون از ایالت‌های نیجریه است. |
| نیکاراگوئه جمهوری نیکاراگوئه                         | کشور عضو | ندارد                                                      | نیکاراگوئه شامل دو منطقهٔ خودمختار است: ناحیه خودمختار ساحل کارائیب جنوبی و ناحیه خودمختار ساحل کارائیب شمالی. |
| نیوزیلند قلمرو همسود نیوزیلند                        | کشور عضو | ندارد                                                      | نیوزیلند یک قلمروی همسود است، و دارای قلمروهای وابسته است:: - قلمرو وابسته راس - توکلائو نیوزلند نسبت به دو عضو همراه زیر مسئولیت دارد، اما هیچ حقی برای کنترل بر آن‌ها ندارد: - جزایر کوک - نیووی جزایر کوک و نیووی به ترتیب با ۳۹ و ۸۸ عضو سازمان ملل روابط دیپلماتیک دارند. آنها دارای ظرفیت کامل پیمان‌سازی در سازمان ملل هستند، و در برخی از سازمان‌های تخصصی سازمان ملل متحد عضویت دارند. |
| واتیکان دولت شهر واتیکان                             | عضو ناظر و کشور عضو سه سازمان تخصصی                                                                                     | ندارد                                                      | تحت مدیریت سریر مقدس، یک نهاد مستقل با روابط دیپلماتیک با ۱۸۳ کشور.این رقم شامل ۱۸۰ کشور عضو سازمان ملل، جزایر کوک، جمهوری چین (تایوان) و دولت فلسطین است. علاوه بر این، اتحادیهٔ اروپا و جمهوری مالت روابط دیپلماتیک خود را با سریر مقدس حفظ می‌کنند. سریر مقدس عضو آژانس بین‌المللی انرژی اتمی، اتحادیه بین‌المللی مخابرات، اتحادیه جهانی پست، و سازمان جهانی مالکیت فکری و ناظر دائمی سازمان ملل و چندین سازمان دیگر سیستم سازمان ملل متحد است. شهر واتیکان توسط مقامات منصوب‌شدهٔ پاپ که اسقف رم و حاکم بر واتیکان است اداره می‌شود. |
| وانواتو جمهوری وانواتو                               | کشور عضو | ندارد                                                      | |
| ونزوئلا جمهوری بولیواری ونزوئلا                      | کشور عضو | ندارد                                                      | ونزوئلا یک فدراسیون از ایالت‌های ونزوئلا است. |
| ویتنام جمهوری سوسیالیستی ویتنام                      | کشور عضو | ندارد                                                      | |
| هائیتی جمهوری هائیتی                                 | کشور عضو | ندارد                                                      | |
| هلند                                                 | کشور عضو | ندارد                                                      | عضو اتحادیهٔ اروپا. پادشاهی هلند شامل چهار کشور می‌شود: - هلند - آروبا - کوراسائو - سنت مارتین پادشاه و وزرای او دولت پادشاهی و همچنین دولت کشور سازندهٔ آن، هلند را تشکیل می‌دهند. پس از انحلال آنتیل هلند در سال ۲۰۱۰، کوراسائو و سینت مارتن به کشورهایی تبدیل شدند که در کنار آروبا از خودمختاری قابل توجهی برخوردار هستند. سه جزیرهٔ دیگر (بونیر، سیبا، سینت یوستیشس) به جزایر کارائیب هلند تبدیل شدند. نام «هلند» می‌تواند به یکی از کشورهای تشکیل‌دهندهٔ پادشاهی یا به نام کوتاه پادشاهی (به عنوان مثال در سازمان‌های بین‌المللی) اشاره داشته باشد. پادشاهی هلند به عنوان یک کل عضو اتحادیهٔ اروپا است، اما قوانین اتحادیهٔ اروپا فقط برای بخش‌های اروپایی اعمال می‌شود. |
| هند جمهوری فدرال هند                                 | کشور عضو | ندارد                                                      | هند یک فدراسیون از ایالت‌ها و قلمروها است. |
| هندوراس جمهوری هندوراس                               | کشور عضو | ندارد                                                      | |
| یونان جمهوری یونان                                   | کشور عضو | ندارد                                                      | عضو اتحادیهٔ اروپا. کوه آتوس بخش خودمختاری از یونان است که به‌طور مشترک توسط «جامعهٔ مقدس» چند ملیتی در کوه و یک فرماندار مدنی منصوب‌شده توسط دولت یونان اداره می‌شود. |
| یمن جمهوری یمن                                       | کشور عضو | ندارد                                                      | |
| ↑ \|کشورهای عضو یا کشور ناظر ↑                       | A ZZZ | ZZZ                                                        | |
| ZZZ                                                  | AB | B                                                          | |
| ↓ سایر کشورها ↓                                      | D AAA | ZZZ                                                        | |
| آبخاز جمهوری آبخاز                                   | غیر عضو | توسط گرجستان به رسمیت شناخته نمی‌شود                        | توسط روسیه، نائورو، نیکاراگوئه، سوریه، ونزوئلا، آرتساخ، اوستیای جنوبی و ترانس‌نیستریا به رسمیت شناخته شده‌است. گرجستان ادعای تمامی این سرزمین تحت عنوان جمهوری خودمختار آبخاز را دارد. |
| آرتساخ جمهوری آرتساخ                                 | غیر عضو | توسط جمهوری آذربایجان به رسمیت شناخته نمی‌شود               | یک کشور مستقل دو فاکتو، که فقط توسط آبخاز، اوستیای جنوبی و ترانس‌نیستریا به رسمیت شناخته شده‌است. جمهوری آذربایجان ادعای همهٔ آن را دارد. |
| اوستیای جنوبی جمهوری اوستیای جنوبی                   | غیر عضو | توسط گرجستان به رسمیت شناخته نمی‌شود                        | یک کشور مستقل دو فاکتو، توسط روسیه، نیکاراگوئه، نائورو، ونزوئلا، آبخاز، آرتساخ، و ترانس‌نیستریا به رسمیت شناخته شده‌است. گرجستان ادعای تمامی این سرزمین را دارد. |
| ترانس‌نیستریا جمهوری پردنیسترویایی مولداویایی         | غیر عضو | توسط مولداوی به رسمیت شناخته نمی‌شود                        | یک کشور مستقل دو فاکتو، که توسط آبخاز، آرتساخ، و اوستیای جنوبی به رسمیت شناخته می‌شود. مولداوی ادعای مالکیت بر ان را دارد. |
| تایوان جمهوری چین                                    | چین و سازمان ملل متحد (تحت عنوان جمهوری چین، ۱۹۴۵–۱۹۷۱) عضو ناضر در یک سازمان تخصصی سازمان ملل متحد تحت نام «چین تایپه» | توسط جمهوری خلق چین به رسمیت شناخته نمی‌شود                 | دولتی که (به‌طور اسمی) برای به رسمیت شناخته‌شدن با جمهوری خلق چین به عنوان دولت چین از سال ۱۹۴۹ رقابت می‌کند. جمهوری چین جزیرهٔ تایوان و جزایر مرتبط مانند کینمن، ماتسو، پراتاس و بخش‌هایی از جزایر اسپراتلی را کنترل می‌کند و در مورد سرزمین‌های ضمیمه‌شده در سرزمین اصلی ادعا دارد. جمهوری چین توسط ۱۳ کشور عضو سازمان ملل به رسمیت شناخته شده‌است، که هیچ‌کدام جمهوری خلق چین را به رسمیت نمی‌شناسند. علاوه بر این، یک عضو سازمان ملل (بوتان) از به رسمیت شناختن هر یک از آن‌ها خودداری کرده‌است. جمهوری خلق چین ادعای مالکیت بر جمهوری چین را دارد. جمهوری چین با نام‌های مستعار مختلف در سازمان‌های بین‌المللی شرکت می‌کند، معمولاً «چین تایپه»؛ و در سازمان تجارت جهانی دارای عضویت کامل است. جمهوری چین یکی از اعضای مؤسس سازمان ملل بود و از سال ۱۹۴۵ تا ۱۹۷۱ با حق وتو در شورای امنیت سازمان ملل متحد از عضویت برخوردار بود. اطلاعات بیش‌تر را در چین و سازمان ملل متحد ببینید. |
| سومالی‌لند جمهوری سومالی‌لند                           | غیر عضو | توسط هیچ کشوری به رسمیت شناخته نمی‌شود                      | یک کشور مستقل دو فاکتو، که از نظر دیپلماتیک توسط هیچ کشور دیگری به رسمیت شناخته نشده‌است. |
| جمهوری دموکراتیک عربی صحرا                           | غیر عضو | توسط مراکش به رسمیت شناخته نمی‌شود                          | در مرحله‌ای توسط ۸۴ کشور عضو سازمان ملل به رسمیت شناخته شد که ۳۹ کشور از آن زمان به رسمیت شناختن خود را پس گرفته یا متوقف کرده‌اند. این کشور یکی از اعضای بنیانگذار اتحادیه آفریقا و همکاری استراتژیک آسیایی آفریقایی است که در کنفرانس باندونگ در سال ۲۰۰۵ شکل گرفت. سرزمین‌های تحت کنترل آن، به اصطلاح منطقهٔ آزاد، به‌طور کامل توسط مراکش به عنوان بخشی از استان‌های جنوبی آن ادعا می‌شود. به نوبهٔ خود، جمهوری دموکراتیک عربی صحرا مدعی بخشی از صحرای غربی در غرب دیوار مراکش است که تحت کنترل مراکش است. دولت آن در تبعید است و در تندوف الجزایر اقامت دارد. |
| قبرس شمالی جمهوری ترک قبرس شمالی                     | غیر عضو | توسط قبرس به رسمیت شناخته نمی‌شود                           | فقط توسط ترکیه به رسمیت شناخته شده‌است. این کشور تحت نام «دولت ترک قبرس» عضو ناظر سازمان همکاری اسلامی و سازمان همکاری اقتصادی است. |
| کوزوو جمهوری کوزوو                                   | عضو دو سازمان تخصصی سازمان ملل متحد                                                                                     | توسط صربستان به رسمیت شناخته نمی‌شود                        | پیرو قطعنامه ۱۲۴۴ شورای امنیت، کوزوو در سال ۱۹۹۹ تحت مدیریت موقت سازمان ملل متحد قرار گرفت. صربستان به ادعای حاکمیت خود بر کوزوو ادامه می‌دهد. سایر کشورهای عضو سازمان ملل متحد و کشورهای غیرعضو سازمان ملل همچنان حاکمیت صربستان را به رسمیت می‌شناسند یا هیچ موضعی در این مورد اتخاذ نکرده‌اند. کوزوو یکی از اعضای صندوق بین‌المللی پول و گروه بانک جهانی است. |
| جزایر کوک                                            | عضو هشت سازمان تخصصی سازمان ملل متحد                                                                                    | ندارد                                                      | جزایر کوک عضو همراه با نیوزیلند است که با ۵۲ دولت روابط دیپلماتیک دارد. این کشور عضو سازمان‌های تخصصی سازمان ملل متحد است. |
| نیووی                                                | عضو پنج سازمان تخصصی سازمان ملل متحد                                                                                    | ندارد                                                      | نیووی عضو همراه با نیوزیلند است که با ۲۰ دولت روابط دیپلماتیک دارد. این کشور عضو سازمان‌های تخصصی سازمان ملل متحد است. |
| ↑ سایر کشورها ↑                                      | D ZZZ | ZZZ                                                        | |
| ZZZZ                                                 | ZZZZ | ZZZZ                                                       | |

| وضعیت عضویت در سازمان ملل کشورهای عضو کشورهای ناظر عضو سازمان‌های تخصصی ناظر سازمان‌های تخصصی غیر عضو | وضعیت استقلال استقلال بدون اختلاف استقلال مورد اختلاف |

## معیارهای شمول
استاندارد حقوق بین‌الملل عرفی غالب، اعلامِ حاکمیت است که توسط معاهدهٔ مونته ویدئو در سال ۱۹۳۳ تدوین شده‌است. این کنوانسیون حاکمیت را به عنوان یک شخص تعریف می‌کند. در حقوق بین‌الملل هر کشوری در صورتی که دارای شرایط زیر باشد یک کشور مستقل شناخته می‌شود: (الف) جمعیت دائم؛ (ب) یک قلمرو مشخص؛ (ج) دولت؛ و (د) ظرفیت ورود به روابط با سایر دولت‌ها تا زمانی که «به زور به دست نیامده باشد که این شامل استفاده از سلاح، تهدید نمایندگی‌های دیپلماتیک یا هر اقدام اجباری مؤثر دیگری است».
بحث همچنان در این سطح وجود دارد که به رسمیت شناختن دیپلماتیک باید به عنوان یک معیار حاکمیت گنجانده شود. تئوری اعلامی حاکمیت استدلال می‌کند که حاکمیت صرفاً عینی است و به رسمیت شناختن یک دولت توسط سایر دولت‌ها بی‌ربط است. در سوی دیگر این طیف، نظریهٔ سازندهٔ حاکمیت یک دولت را به عنوان یک شخص تحت قوانین بین‌المللی تنها در صورتی تعریف می‌کند که توسط سایر دولت‌ها به عنوان کشور مستقل شناخته شود. در مورد این فهرست، شامل همهٔ دولت‌هایی است که یا:
- خود را حاکم می‌دانند (از طریق اعلان استقلال یا هر وسیلهٔ دیگری) یا
- حداقل توسط یک کشور عضو سازمان ملل به عنوان یک کشور مستقل به رسمیت شناخته می‌شوند

باید توجه داشت که در برخی موارد بر سر تفسیر نکتهٔ اول اختلاف نظر وجود دارد و اینکه آیا واحد مورد نظر آن را برآورده می‌کند یا خیر، مورد اختلاف است. واحدهای سیاسی منحصربه‌فردی که نمی‌توانند طبقه‌بندی یک دولت مستقل را برآورده کنند، دولت‌های اولیه محسوب می‌شوند.
بر اساس معیارهای فوق، این فهرست شامل ۲۰۶ نهاد زیر است:
- ۲۰۳ کشور به رسمیت شناخته‌شده توسط حداقل یک کشور عضو سازمان ملل متحد
- دو کشوری که تئوری اعلامی دولت را برآورده می‌کنند و تنها توسط کشورهای غیرعضو سازمان ملل به رسمیت شناخته می‌شوند: جمهوری آرتساخ و ترانس‌نیستریا
- دولتی که تئوری اعلامی دولت را برآورده می‌کند و توسط هیچ کشور دیگری به رسمیت شناخته نمی‌شود: سومالی‌لند

این جدول شامل مواردی است که نشان‌دهندهٔ نهادهایی است که یا دولت مستقل نیستند یا ارتباط نزدیکی با دولت مستقل دیگری دارند. همچنین شامل مناطق فرعی است که در آن حاکمیت دولت توسط یک توافق بین‌المللی محدود شده‌است. در مجموع، این موارد عبارتند از:
- دولت‌های شریک با یک دولت دیگر
- دو نهاد تحت کنترل پاکستان که نه کشور مستقل هستند، نه قلمرو وابسته یا بخشی از کشوری دیگر: کشمیر آزاد و گلگت-بلتستان
- قلمروهای وابستهٔ یک دولت دیگر، و همچنین مناطقی که ویژگی‌های بسیاری از مناطق وابسته را با توجه به قلمروی وابسته نشان می‌دهند
- نهادهای فرعی ایجادشده توسط قراردادهای بین‌المللی